# Tonatiuh

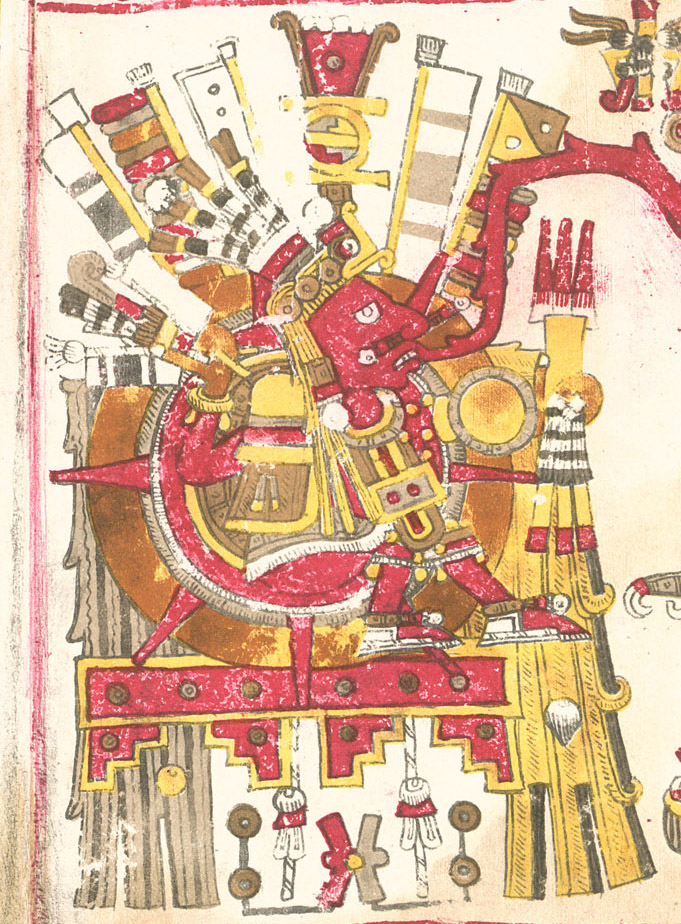
Tonatiuh descrito en el Códice Borgia.

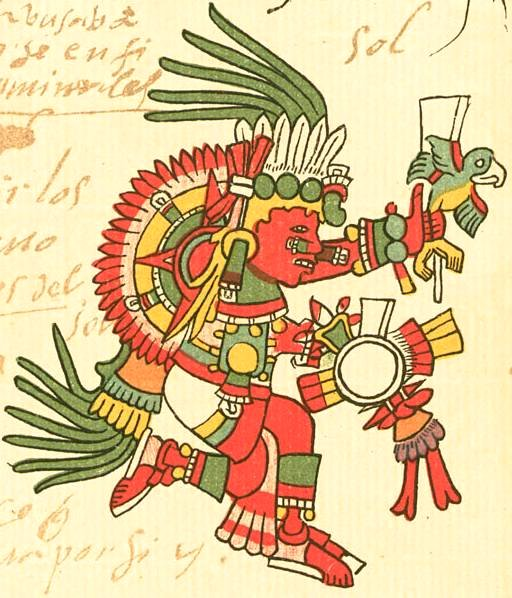
Tonatiuh descrito en el Códice Telleriano-Remensis.

Tonatiuh (del náhuatl: Tonatiw ‘el sol’‘tona, hacer calor; -tiw, va a hacer’) o Tonatih en la mitología mexica y la mitología nahua de la Huasteca es el Dios del Sol. El pueblo mexica lo consideró como el líder del cielo. También fue conocido como el Quinto Sol, debido a que los mexica creían que asumió el control cuando el Cuarto Sol fue expulsado del cielo, y de acuerdo con su cosmogonía, cada sol era un dios con su propia era cósmica y según los mexica, ellos aún se encontraban en la era en la que reinaba Tonatiuh.
El Dios solar, es señor del decimonono signo de los días quiahuitl (lluvia). Sin embargo, los intérpretes lo llaman Chantico como regente del decimoctavo periodo del tonalpohualli que empieza con el día ce ehécatl (uno viento). La relación del signo de los días quiahuitl con el Dios solar tiene su base en el mismo concepto que une al dios de la lluvia, Tlaloc, con el signo mázatl (venado, símbolo de sequía y fuego). Tlaloc era señor de la tercera edad cósmica mítica quiauhtonatiuh (sol de lluvia), que terminó en una lluvia de fuego.
Tonatiuh aparece además dos veces en la serie de cuadros de los veinte periodos del tonalpohualli, a saber, en los periodos sexto y décimo, como figura acompañante de Tecciztécatl y de Mictlantecuhtli respectivamente.
Según cuenta el mito mexica que los dioses, después de la muerte del cuarto sol, buscaban al quinto nuevo sol. Encontraron a dos dioses, a Tecuciztécatl, un hombre cobarde pero orgulloso de sí mismo, y Nanahuatzin, un Dios noble y muy pobre. Cuando se sentaron alrededor de la pira (fogata para sacrificios) dijeron los dioses que debían sacrificarse en la misma pira para ser el quinto sol. Tecuciztécatl se metió en la pira y del dolor, se salió. Quedó manchado y se cuenta que así surgieron las manchas en el jaguar. Después de la cobardía de Tecuciztécatl, Nanahuatzin se metió en la pira, salió una chispa hacia el cielo y este mismo se iluminó, surgiendo así el quinto sol. 
Luego de ver Tecuciztécatl al dios pobre, que se había convertido en el quinto sol, le dio envidia y se metió en la pira. Así surgió una nueva chispa, se lanzó al cielo y apareció un segundo sol. Era invencible. Llegó el momento en que lo mataron los Dioses menores. En todo el trayecto de la batalla de los dioses menores con Tecuciztécatl, Nanahuatzin se quedó callado. El segundo sol, murió porque uno de los dioses menores le lanzó un conejo y lo atravesó. De esta forma, murió y se convirtió en la Luna, y se cuenta que vemos un conejo en la Luna por el conejo que le lanzó el dios. Nanahuatzin luego de esto, se autonombró Tonatiuh.
Así, el Dios demandaba sacrificios humanos como tributo y si estos se le rehusaban, él se movería a través del cielo para ocultarse. Cada día exigía dos sacrificios humanos, el corazón de dos personas, para alimentarse después de sus batallas durante la noche.[cita requerida] Durante el día,  lo acompañaban dioses y diosas; las diosas eran llamadas Cihuateteo, y acompañaban a Tonatiuh por haber muerto en el parto, o por algo relacionado con el agua, tanto sequía como inundación; los mexicas estaban fascinados con el sol y lo observaban cuidadosamente, y tenían un calendario solar que estaba en segundo lugar en cuanto a precisión, solamente superado por el calendario de los mayas, donde muchos de los monumentos mexicas que se mantienen en pie en la actualidad, están alineados con el sol, en la Piedra del Sol (conocida como calendario azteca) se representó con un cuchillo de sacrificio como lengua; era dibujado con el disco solar en la espalda y con el cuerpo y la cara rojos.
Según la leyenda mexicana, Tonatiuh fue el creador de la flor de Cempasúchil, la flor de los Días de Muertos. Dos amantes, Xóchitl y Huitzilin, subieron una montaña y ofrecieron flores a Tonatiuh. El dios agradeció los dos y daba sonrisas cada vez que venían a la montaña. Cuando murió Huitzilin en una guerra, partió el corazón de Xóchitl. Tonatiuh ayudó Xóchitl a reunir con su amado y ella transformó en una flor. Nació otra vez Huitzilin en un colibrí y tocó la flor. Abrió la flor de Xóchitl, significando la reconciliación de Xóchitl y Huitzilin.
Al conquistador español Pedro de Alvarado se le atribuyó el nombre de Tonatiuh por su pelo rubio y ojos celestes. El icono del sol de manera ancestral era el águila, en náhuatl kwāwtli.

## Imagen
La imagen ilustra los aztecas y Tonatiuh, el dios tiene muchos ornamentos adornándole. En la cara tiene aretes circulares, perforaciones en la nariz con joyas, tenía cabello rubio, y una diadema amarilla. La imagen de Tonatiuh también hace muchas referencias al águila y muchas veces es representado obteniendo corazones con las garras de águila. Un disco solar es frecuentemente ilustrado con Tonatiuh, con la cara de Tonatiuh en el centro del disco. 
La piedra de Axayacatl es la cara de una de las imágenes más populares de Tonatiuh. Es más comúnmente conocido como la Piedra del Sol. El Quinto Sol es muy importante, por lo que está representado en el centro de la piedra. Los otros símbolos representan los signos de las últimas cuatro épocas.